# 第4野戦軍
第4野戦軍（だいよんやせんぐん、第四野战军）は、国共内戦時代の中国人民解放軍の方面軍・軍集団級の部隊。前身の東北人民自治軍以来、林彪が総司令（司令員）を務めている。

## 成立
中国共産党中央軍事委員会の1949年1月15日と3月7日付の命令に従い、東北野戦軍は、3月11日に中国人民解放軍第4野戦軍に改称された。

## 指揮官
1949年3月11日現在。
- 司令員：林彪
- 政治委員：羅栄桓
- 参謀長：蕭克
- 政治部主任：譚政

## 編制
1949年3月11日現在。4個兵団を管轄した。
- 第12兵団 - 司令員兼政治委員蕭勁光
  - 第40軍 - 軍長韓先楚、政治委員羅舜初
  - 第45軍
  - 第46軍
- 第13兵団 - 司令員程子華、政治委員蕭華
  - 第38軍
  - 第47軍
  - 第49軍
- 第14兵団 - 司令員劉亜楼、政治委員莫文驊
  - 第39軍
  - 第41軍
  - 第42軍
- 第15兵団 - 司令員劉華、政治委員頼伝珠
  - 第43軍
  - 第44軍
  - 第48軍
  - 両広縦隊
- 特種兵司令部
  - 2個砲兵師
  - 1個装甲師
  - 1個高砲指揮所
  - 1個工兵指揮所

旧鉄道縦隊は、鉄道兵団に拡張され、中央軍事委員会直轄となった。

## 活動
1949年3月下旬、第4野戦軍は、先遣部隊を南下させ、4月20日、第2野戦軍、第3野戦軍と協同で渡江戦役を発起した。5月中旬、湖北団風－蘄春のラインで長江を強行渡河し、武漢を解放した。野戦軍主力は、4月中旬に南下した。5月12日、中央軍事委員会の決定により、第4野戦軍の指揮機関と中原軍区の指揮機関が統合され、第4野戦軍兼華中軍区の指揮機関となり、林彪が司令員、羅栄桓が第一政治委員、鄧子恢が第二政治委員、蕭克が第一参謀長、趙爾陸が第二参謀長、譚政が政治部主任に任命された。
6月上旬、野戦軍主力は、長江を渡河し、3路に分かれて国民党軍華中軍政長官白崇禧と華南軍政長官余漢謀の部隊を包囲した。10月中旬～下旬、衡陽、宝慶（現邵陽）地区と陽江、陽春地区において、白崇禧の主力4個師団と余漢謀の4万人を撃滅した。その後広西に向かい、12月中旬、白崇禧集団17万人を粤桂辺の容県、博白及び欽州地区で撃滅した。また、一部部隊は、第2野戦軍と共に西南部に進軍した。 
広西戦役後、野戦軍は、8割の兵力を用いて、湘・桂・粤内の土匪を掃討し、115万人を撃滅した。並行して、以下のような若干の組織変更が行われた。
- 7月 - 国民党軍第19兵団から起義した4個師団を第51軍に改編
- 8月 - 第12兵団部が湖南省軍区を兼務。第14兵団部は、中央軍事委員会の空軍指揮機関となった。装甲兵師は、東北部に移動し、装甲兵学校となった。
- 10月 - 長沙で起義した国民党軍第1兵団が人民解放軍第21兵団（第52軍、第53軍）に改編
- 11月 - 第15兵団部が広東省軍区を兼務
- 12月 - 第13兵団部が広西省軍区を兼務
- 1950年1月1日 - 第4野戦軍が兼務する華中軍区が中南軍区に改称

1950年1月1日の時点で、第4野戦軍は、6個省軍区、3個兵団部、16個軍、1個砲兵司令部（4個砲兵師、1個高砲師）、1個工兵司令部（5個団）、1個鉄道司令部（5個鉄道団）、16個独立師、92個独立団、8個警衛団、軍政大学6個分校を管轄し、総兵力150万人を数えた。
1950年3月5日～5月1日、第4野戦軍は、第15兵団の2個軍をもってジャンク船で渡海作戦を実施し、5月1日に海南島を解放した。
野戦軍と軍区の相互関係を明確にするために、1950年3月13日、今後一切の文書上で「第4野戦軍兼中南軍区」に統一することが決定された。7月6日、再度指示が出され、野戦軍に関することは「第4野戦軍」、地方軍に関することは「中南軍区」と表記し、両者に関することは「第4野戦軍兼中南軍区」と表記するか、又は「第4野戦軍」と「中南軍区」を併記することとされた。

## 消滅
1955年4月、中南軍区は、広州軍区に改称され、第4野戦軍も廃止された。